# Montoros
Montoros är en ort i Mexiko.   Den ligger i kommunen Santiago Papasquiaro och delstaten Durango, i den centrala delen av landet, 900 km nordväst om huvudstaden Mexico City. Montoros ligger 1 533 meter över havet och antalet invånare är 115.
Terrängen runt Montoros är bergig åt sydväst, men åt nordost är den kuperad. Runt Montoros är det mycket glesbefolkat, med 6 invånare per kvadratkilometer. Närmaste större samhälle är San Diego de Tenzaens, 11,6 km sydost om Montoros. I omgivningarna runt Montoros växer i huvudsak blandskog.